# Stagiarii (film)
Stagiarii (titlu original: The Internship) este un film american de comedie din 2013 regizat de Shawn Levy, scris de Vince Vaughn și Jared Stern și produs de Vaughn și Levy. Rolurile principale au fost interpretate de actorii Owen Wilson și Vince Vaughn, ca doi vânzători recent disponibilizați care încearcă să concureze cu candidați mult mai tineri și mai calificați din punct de vedere tehnic pentru un loc de muncă la Google. În alte roluri au interpretat Rose Byrne, Max Minghella, Aasif Mandvi, Josh Brener, Dylan O'Brien, Tobit Raphael, Tiya Sircar, Josh Gad și Jessica Szohr.
A avut un buget de 58 de milioane $ și încasări de 93,5 de milioane $.

## Distribuție
- Vince Vaughn - William "Billy" McMahon
- Owen Wilson - Nicholas "Nick" Campbell
- Rose Byrne - Dana Simms
- Max Minghella - Graham Hawtrey
- Dylan O'Brien - Stuart Twombly
- Josh Brener - Lyle Spaulding
- Tiya Sircar - Neha Patel
- Tobit Raphael - Yo-Yo Santos
- Aasif Mandvi - Roger Chetty
- Josh Gad - Andrew "Headphones" Anderson
- Eric André - Sid
- Harvey Guillén - Zach
- John Goodman (nemenționat) - Sammy Boscoe
- Jessica Szohr - Marielena Gutierrez
- Bruno Amato - Sal
- B. J. Novak - Benjamin (Intervievator)
- Rob Riggle - Randy
- JoAnna Garcia Swisher - Megan[5]
- Will Ferrell (nemenționat) - Kevin
- Sergey Brin (cameo) - rolul său